# Bibliothèque de Myyrmäki
La bibliothèque de Myyrmäki (finnois : Myyrmäen kirjasto) est une bibliothèque du quartier de Myyrmäki à Vantaa en Finlande.

## Présentation
La bibliothèque est située dans la Myyrmäkitalo, à côté de la gare de Myyrmäki et du centre commercial Myyrmanni.
L'adresse de la bibliothèque est Paalutori 3,.
La bibliothèque de Myyrmäki est sur deux étages.
Au premier étage de Myyrmäkitalo) se trouve une salle de bibliothèque : un département adulte, un département enfants et jeunes, un département musique et un espace événementiel. Au deuxième étage, se trouvent une salle de presse et un espace de travail calme.
En 2017, la bibliothèque de Myyrmäki comptait environ 294 000 visiteurs pa ran, ce qui en faisait la deuxième plus grande bibliothèque municipale de Vantaa quant au nombre de visiteurs.

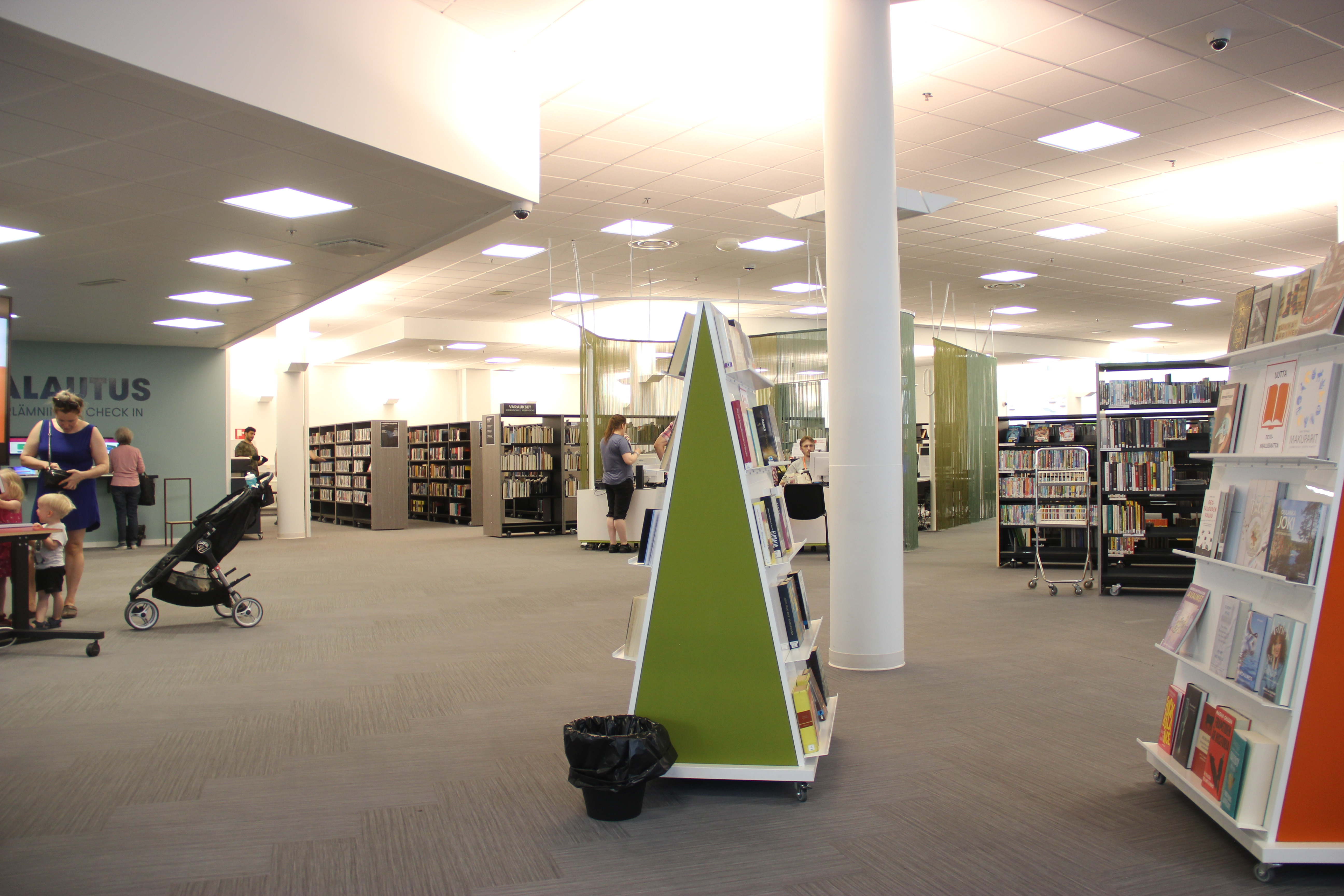
La bibliothèque de Myyrmäki.

## Histoire
La bibliothèque Myyrmäki a été fondée en 1984, alors qu'elle était située dans les locaux de l'actuelle Maison d'art pour enfants Toteemi (fi).
En 1987, la bibliothèque a été installée dans le centre commercial Isomyyri.
La bibliothèque fonctionne dans la Myyrmäkitalo depuis 1993.
Le musée d'art Artsi est aussi dans le même bâtiment.
Le bâtiment abritait autrefois le cinéma Kino Myyri, qui a été fermé en décembre 2020.

## Groupement Helmet de bibliothèques
La bibliothèque d'Otaniemi fait partie du groupement Helmet, qui est un groupement de bibliothèques municipales d'Espoo, d'Helsinki, de Kauniainen et de Vantaa ayant une liste de collections commune et des règles d'utilisation communes.